# Pegaso 5317
El autobús Pegaso 5317 fue un modelo de autobús para transporte urbano comercializado por ENASA (Empresa Nacional de Autocamiones S.A.) a partir de 1986 para ofrecer una solución eficaz a aquellas empresas que, por la particular configuración de las calles por las cuales debían circular, no podían emplear autobuses estándar (12 metros).

## Historia
El Pegaso 5317 surgió a mediados de la deácada de los 80 como un intento de ENASA de adaptarse a las necesidades del mercado español de los autobuses urbanos, el cual iba a sufrir una apertura a las firmas extranjeras tras la incorporación de España a la Comunidad Económica Europea el 1 de enero de 1986. Esta apertura supondría la eliminación de aranceles aduaneros a los productos de firmas pertenecientes a otros países, lo cual suponía abrir a la libre competencia la venta y comercialización de autobuses urbanos en España.
Las principales firmas del sector (Mercedes-Benz, MAN, Scania, etc.) ofrecían en sus catálogos diversas soluciones para las diferentes necesidades del transporte urbano, con una amplia y variada gama de vehículos, que comprendía desde el microbús hasta autobuses de gran capacidad (articulados y de doble piso), mientras que la gama de ENASA estaba estancada en la producción, de manera casi exclusiva, de autobuses estándar (12 metros), dejando prácticamente desatendidas las otras variantes. ENASA, por tanto, se encontraba en desventaja frente a las demás firmas entrantes, pues sus productos no se adaptaban a todas las necesidades del mercado.
Por otro lado, en las instalaciones de ENASA se encontraban, sin salida aparente, las estructuras ya terminadas (a falta únicamente del carrozado) de autobuses Pegaso Monotral 6025 que, por los problemas que había sufrido este modelo durante su comercialización y explotación, no habían sido adquiridas por ningún operador. Para dar salida a estas estructuras, y de paso poder comercializar el nuevo vehículo, se procedió a eliminar la parte superior de las estructuras autoportantes, para, tras efectuar diversas modificaciones técnicas en el motor y la cadena cinemática, proceder a su comercialización como bastidores convencionales para su carrozado por empresas especializadas. Así, de las cenizas del Pegaso 6025, nació el Pegaso 5317.
Tras las pruebas efectuadas sobre un prototipo en diversas redes, la EMT de Madrid cursó un pedido de 136 unidades, de cara a sustituir a los microbuses Pegaso-SAVA 5720. Debido a este importante pedido, el mayor que recibió ENASA de este modelo, el 5317 recibió el sobrenombre de "Madrid". Para su carrozado, se escogió el modelo U-90 de UNICAR; las puertas de estos coches eran de hoja simple, de tipo basculante hacia el exterior.
Posteriormente, otras empresas adquirieron autobuses del modelo 5317, la inmensa mayoría carrozadas con el mismo modelo de las unidades madrileñas, si bien los últimos autobuses fueron carrozadas por Castrosua, una vez que UNICAR se disgregó. No obstante, algunas pocas unidades, denominadas Pegaso 5317 C, se carrozaron para servicios interurbanos, recibiendo una carrocería tipo autocar; uno de estos carroceros fue Camelsa, con su modelo Yethero Gold.
A pesar de haberse mejorado sobre el autobús original (Pegaso 6025), la parte mecánica del 5317 adoleció de diversos problemas heredados del 6025, como el sobrecalentamiento por la insuficiente superficie del radiador o la brusquedad de la caja de cambios. Por ello este modelo no gozó de una gran aceptación entre los diferentes operadores nacionales, siendo escasas las empresas que contaron con el 5317 entre sus activos, si exceptuamos el gran pedido efectuado por la EMT madrileña. Otras grandes empresas, como TMB, optaron por el Mercedes-Benz O 402 o el SCANIA K-93.
Con la entrada del grupo IVECO en el accionariado de ENASA, la firma italiana comenzó a introducir sus productos dentro de la gama de ENASA. Así, a partir de 1991 se deja de comercializar el PEGASO 5317, dejando paso al 5321, básicamente igual, pero con un motor IVECO de 210 CV.
En la red de Madrid, el Pegaso 5317 se encargó de reemplazar a los microbuses SAVA en las líneas de la red de Microbús, comenzando esta sustitución en 1987 y concluyendo en 1989, con la baja del último 5720. Para diferenciar a los coches pertenecientes a los servicios especiales de la EMT (Aeropuerto, Exprés y Microbús) de aquellos que pertenecían a la red ordinaria, los autobuses que prestaban estos servicios diferenciados se pintaron con una decoración específica, basada en el color blanco, con los dos testeros y las puertas en color amarillo y diversas franjas de color verde en los costados. Posteriormente, tras la unificación de líneas entre la red convencional y la de microbús, estas últimas pasaron a contar con numeración y tarificación ordinaria, aunque los Pegaso 5317 continuaron con su particular librea blanca y amarilla. En cuanto a la numeración de los coches, se encuadraron en la serie 3500, del 3501 al 3636.
En 1998, con una media de 10 años de servicio, los Pegaso 5317 de la EMT madrileña comenzaron a causar baja en el Parque, siendo reemplazados por los 136 midibuses del modelo MAN 14.220 HOCL, carrozados con el modelo VOV-II de Hispano, y que constituyeron la serie 3700 en la EMT. La mayoría de los coches que causaron baja se enajenaron como coches de segunda mano, si bien unos pocos quedaron para el servicio interno de la EMT, uno de ellos como vehículo preservado (nº 3541).

## Descripción
El autobús urbano Pegaso 5317 tiene como base un bastidor convencional, procedente de eliminar la parte superior de la estructura autoportante del Pegaso Monotral 6025. Una vez preparado el bastidor, quedaba listo para el posterior carrozado, el cual fue efectuado preferentemente por UNICAR con su modelo U-90, si bien también fue carrozado por Castrosua (modelo CS-40 City I) y por Camelsa (modelo Yethero Gold), esta última solamente para los vehículos destinados a tráfico interurbano.
Con una longitud de 9,70 metros una vez carrozado, su discreto tamaño le permitía circular por calles estrechas, características propias de los cascos antiguos de las principales ciudades. Además, se adaptaba a las peculiares necesidades del servicio en aquellas líneas con una demanda media-baja, por lo cual fue destinado al servicio de microbuses de Madrid.
Dispone de dos ejes, uno delantero, de ruedas simples y destinado únicamente a guiar el vehículo sobre la calzada, y otro trasero, de ruedas dobles, cuya misión es la de efectuar la tracción. La tracción es encomendada a un motor Pegaso 9135 de 4 tiempos (mismo motor que el Pegaso 6025), pero dotado de turbocompresor, permitiéndole alcanzar una potencia de 170 cv. 
Este motor es de tipo horizontal (característica necesaria para ir ubicado bajo el piso) y posición longitudinal, es decir, el eje de gravedad del motor se sitúa en paralelo con el eje longitudinal del vehículo. La caja de cambios es manual sin embrague, del tipo Wilson GB 340, aunque bajo petición podía ir dotado de caja de cambios automática, del tipo ZF.